# Goutte céphalique
Les gouttes céphatiques, également connues sous le nom de gouttes céphaliques anglaises, sont un ancien remède utilisé pour ses propriétés médicinales. Elles sont obtenues par la distillation d’un mélange d’ammoniaque, d’huile essentielle de lavande et d’alcool rectifié.

## Composition
La recette traditionnelle des gouttes céphatiques comprend 22 grammes de sous-carbonate d’ammoniaque huileux, 4 grammes d’huile essentielle de lavande et 16 grammes d’alcool rectifié.

## Histoire
Initialement, ces gouttes étaient préparées avec l’esprit volatil de soie crue et l’huile volatile de cannelle, sans alcool. L’esprit de soie crue est un liquide chargé de carbonate, d’acétate, d’hydrocyanate d’ammoniaque et d’huile empyreumatique obtenu par la distillation de soie.

## Usage Médical
Historiquement, les gouttes céphatiques étaient utilisées pour leurs effets bénéfiques sur le système nerveux et pour traiter divers maux de tête et migraines. Cependant, leur utilisation a diminué avec l’avènement de la médecine moderne et de traitements plus spécifiques.

## Préparation Moderne
Aujourd’hui, les gouttes céphatiques ne sont plus couramment utilisées, mais des préparations similaires peuvent être trouvées dans certains traitements homéopathiques ou naturels.